# 阳江学宫
阳江学宫，位于中国广东省阳江市江城区南恩路江城一小内，为阳江市的一个省级文物保护单位，类型为古建筑，公布时间为2008年11月。
阳江学宫的历史年代为明代。